# Breštanovci
Breštanovci est un village de la municipalité de Crnac (Comitat de Virovitica-Podravina) en Croatie.